# Paul-Hermann Tiefenbach
Paul-Hermann Tiefenbach (* 14. April 1951 in Essen) ist ein deutscher Politiker (Die Grünen, seit 1999 parteilos) und war Mitglied der Bremischen Bürgerschaft.

## Biografie
Tiefenbach ist Diplom-Sozialwissenschaftler (Universität Bochum) und Diplom-Psychologe (Universität Bremen). Er promovierte 1998 in Wirtschafts- und Sozialwissenschaften an der Universität Bremen. Er war als wissenschaftlicher Mitarbeiter der Partei Die Grünen in Bremen tätig. Später übernahm er Lehraufträge in Politikwissenschaft an der Universität Bremen.
Seine politische Laufbahn begann er als Asta-Vorsitzender der Universität Bremen. Er trat der Partei Die Grünen bei und war von 1987 bis 1991 Mitglied der 12. Bremischen Bürgerschaft und Mitglied verschiedener Deputationen, u. a. für Arbeit und für Finanzen. Er war Mitglied im Haushaltsschuss der Bremischen Bürgerschaft und zwei Jahre Fraktionsvorsitzender der grünen Fraktion. Wegen Kritik an der Zustimmung der Grünen zum Militäreinsatz im ehemaligen Jugoslawien verließ er die Partei und ist seitdem parteilos. Er schloss sich dem Verein Mehr Demokratie e.V. an, in dem er verschiedene Funktionen ausübt, u. a. als Mitglied des Landesvorstands Bremen/Niedersachsen.
Tiefenbach veröffentlichte Artikel in verschiedenen Fachzeitschriften sowie 1998 im PapyRossa Verlag das Buch „Die Grünen-Verstaatlichung einer Partei“. 2013 publizierte er im VSA Verlag das Buch „Alle Macht dem Volke? Warum Argumente gegen Volksentscheid meistens falsch sind“.